# Kaplica Lubomirskich w Przeworsku

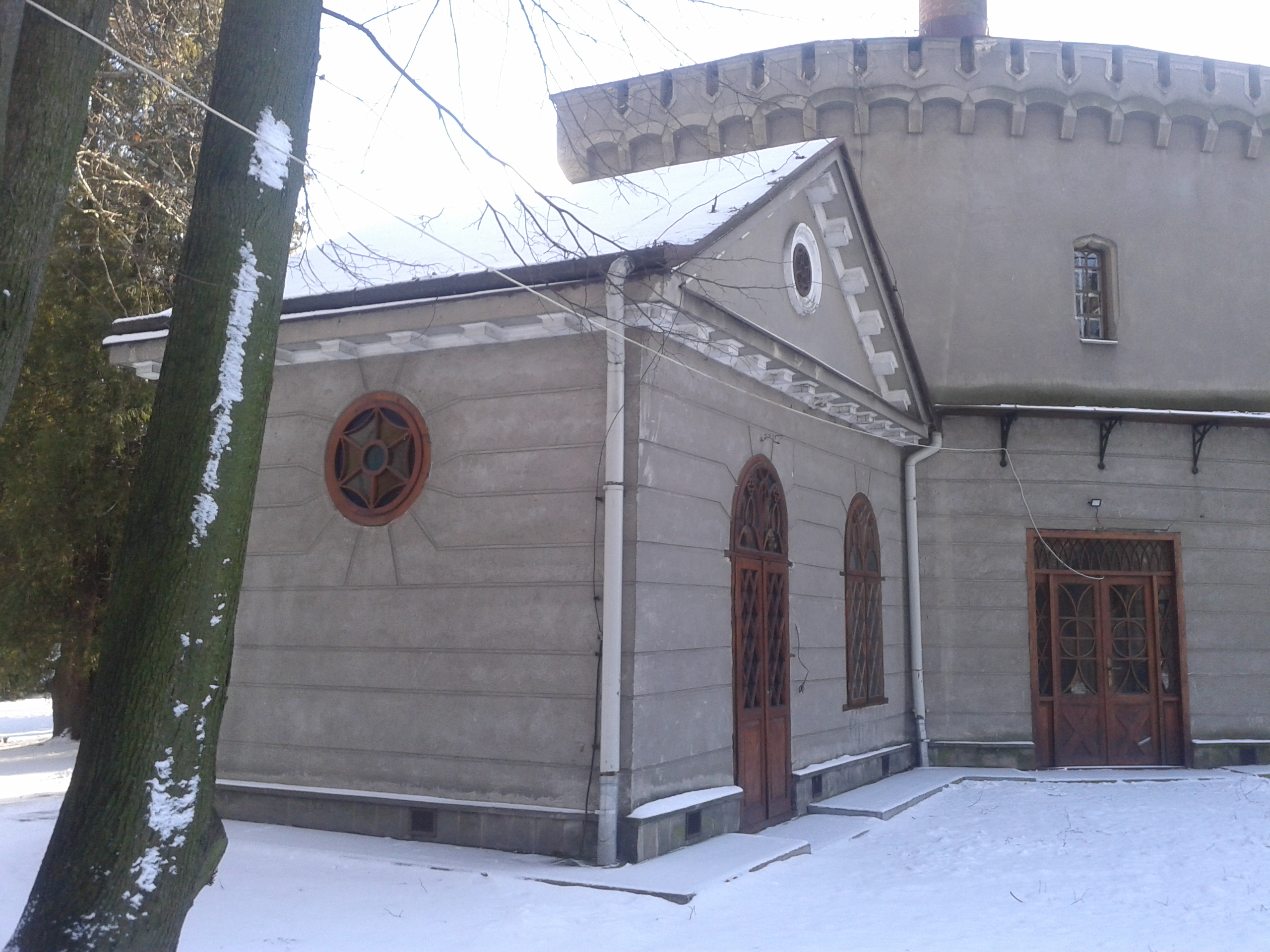
Kaplica przy Pałacu Lubomirskich w Przeworsku

Kaplica Lubomirskich w Przeworsku – kaplica domowa znajdująca się w Pałacu Lubomirskich w Przeworsku.

## Budynek i jego wnętrze
Kaplicę wzniesiono w 1827 w ramach rozbudowy Pałacu Lubomirskich w Przeworsku. Jej budową kierował Antoni Bauman, syn Fryderyka. Powstał wówczas parterowy budynek, na rzucie kwadratu, przykryty dwuspadowym dachem. Wnętrze kaplicy zdobi plafon z wyobrażeniem Ducha Świętego na suficie, sztukateria w formie fryzu kwiatowego obiegającego styk ścian z sufitem oraz stiuk imitujący polerowany marmur na ścianach. W 1850 roku wyposażenie obejmowało ołtarz, lichtarze, paramenty liturgiczne oraz obrazy: Boga Ojca i Matki Bożej z Dzieciątkiem Jezus i św. Janem Chrzcicielem.

## Funkcjonowanie kaplicy
Kaplica służyła kolejnym właścicielom pałacu i ich rodzinie. Schematyzmy diecezji przemyskiej z XIX i pocz. XX wieku informują, że w pałacu przeworskim znajdowała się kaplica prywatna przystosowana do odprawiania Mszy Świętych. Nie podają jednak jej wezwania kaplicy. Obsługiwana była przez kapłanów z parafii Ducha Świętego w Przeworsku, a także okolicznościowo przez bernardynów z miejscowego klasztoru.
Przez kilka lat po opuszczeniu pałacu przez Lubomirskich obiekt utrzymał swoją funkcję. Okazjonalnie odprawiano tu Msze święte z okazji rocznicy uchwalenia Konstytucji 3 Maja (1946), czy Święta Ludowego (1947). W 1953 wyposażenie kaplicy (m.in. konfesjonał, chrzcielnica, klęczniki, lichtarze) trafiło do Świętoniowej, na prośbę tamtejszej parafii, gdyż rok wcześniej miejscowy kościół uległ spaleniu. 
Na przełomie lat 50/60. XX w. budynku dawnej kaplicy miał siedzibę oddział Spółdzielni Inwalidów „Dozór Mienia” w Rzeszowie, następnie muzealny magazyn. Po przeprowadzeniu w latach 80. XX w. remontu konserwatorskiego, obiekt przeznaczono na bibliotekę muzealną. 

## Kaplica współcześnie
W 2023 roku został przeprowadzony remont kaplicy, poprzedzony przeniesieniem biblioteki do innego pomieszczenia, polegający na odczyszczeniu, usunięciu wtórnych nawarstwień, uzupełnieniu ubytków sztukaterii, konserwacji stiuków, odtworzeniu posadzki. 
19 stycznia 2024 roku podczas pogrzebu państwowego w kaplicy została wystawiona trumna ze szczątkami księcia Andrzeja Lubomirskiego, które sprowadzono z Brazylii. Stąd wyruszył kondukt pogrzebowy do Bazyliki Ducha Świętego, gdzie pochowano ordynata.
26 stycznia 2025 roku odbyło się poświęcenie kaplicy, którego dokonał ks. Tadeusz Gramatyka, proboszcz parafii pw. Ducha Świętego w Przeworsku, na której terenie znajduje się obiekt. W wydarzeniu uczestniczyli przedstawiciele rodziny dawnych właścicieli pałacu. Kaplica jest odtąd udostępniona do zwiedzania, służy celom ekspozycyjnym, jako pierwsza została w niej zaprezentowana wystawa "Powrót Ordynata", na której znalazły się zdjęcia z pogrzebu Andrzeja Lubomirskiego, a także przedmioty z wyposażenia - krucyfiks i lichtarz. 